# 俄 (企業)
株式会社俄（にわか）は、京都市に本社を置き、宝石・貴金属製品の製造卸と小売を行う日本の会社。京の伝統美などをテーマとしたジュエリーブランド「NIWAKA（俄）」の他、「LUCIE」、「N.Y.NIWAKA」、ファッションアイテムブランド「京都デザインハウス」を展開している。

## 概要
1983年に代表の青木敏和が株式会社 俄を設立。ジュエリーブランド「NIWAKA（俄）」の展開を始めた。ブランド名の「NIWAKA」は“人”と“我”から成り立つ「俄」という漢字に由来する。2009年には京都市中京区に、安藤忠雄建築研究所が設計した京都本社ビルを竣工。高いクオリティーで和の精神性を表現したハイジュエリーは、2013年にロサンゼルスにオフィスを構えたことをきっかけに、現地スタイリストから注目されるようになった。やがて、多くのハリウッド女優が映画祭の授賞式で着用し、海外からの評価も高まっている。「NIWAKA（俄）」は現在、全国に直営店を16店舗、その他取扱店を約50店舗展開している。

## 沿革
- 1979年 京都市中京区に俄彫金教室を開設
- 1983年 株式会社 俄を設立
- 1985年 俄 京都本店を開店（京都市北区）
- 2006年 俄 銀座店を開店
- 2009年 本社社屋を竣工 (京都市中京区)、俄 京都本店を移転
- 2012年 NIWAKA USA,INC.（ロサンゼルス）設立
- 2016年 東京国立博物館 法隆寺宝物館で特別展示イベントを開催

## コレクション
「NIWAKA（俄）」のジュエリーは、自然豊かな四季のある風土、様式美を伝える建造物や庭園、伝統的な文様や装飾など日本の美が、ジュエリーのインスピレーションの源となっている。ひとつひとつに付けられたストーリーと、“唐花”“花麗”“京小路”などの和のネーミングも特徴。ネックレス・ブレスレット・イヤリングなどのハイジュエリー、ファッションジュエリー、ブライダルジュエリーを展開している。2009年に結婚した水嶋ヒロと絢香夫妻が「NIWAKA（俄）」のコレクションから結婚指輪を選んだことでも知られる。

## 店舗
日本各地に直営店があり、現在は京都本店以外にも銀座店、伊勢丹新宿店、南青山店、横浜みなとみらい店、梅田阪急店、梅田ハービスENT店、なんばパークス店、近鉄あべのハルカス店、神戸店、名古屋店、札幌ステラプレイス店、仙台店、広島店、博多阪急店、熊本店を展開している。その他、日本全国に正規取扱店を約50店舗展開している。